# Sanjiban Ghosh
Sanjiban Ghosh (* 6. Juli 1991) ist ein indischer Fußballspieler, der als Torwart zum Einsatz kommt. Er steht derzeit beim Indian-Super-League-Franchise Chennaiyin FC aus Chennai im Bundesstaat Tamil Nadu unter Vertrag.

## Karriere

### Verein
Ausweislich der auf Fußball spezialisierten Online-Datenbank transfermarkt.de war Southern Samity, ein 1945 gegründeter Club aus Kalkutta, in der Saison 2010/2011 ein Jugendclub von Sanjiban Ghosh. Laut des englischsprachigen Online-Magazins goal.com wurde er dort im Alter von 17 Jahren aktiv, sprich 2008 oder 2009.
Anschließend spielte er für Mumbai FC in der I-League (laut der Datenbank Weltfussball.de bis 2016) sowie für Delhi Dynamos FC, ein Fußball-Franchise aus Neu-Delhi in der Indian Super League. Sein Debüt auf dem Platz feierte er bei Mumbai FC im Jahr 2012 in der Partie gegen den Salgaocar Sports Club aus dem Bundesstaat Goa. Die Spielzeiten für Delhi Dynamos fanden dabei auf Leihbasis statt. Dabei war die Ausleihe 2015 seitens Delhi Dynamos aus der Not geboren, da sich zwei etatmäßige Torhüter verletzten und Zeit für die Rekonvaleszenz benötigten. Direkt am gleichen Tag, als die Medien über die Verpflichtung berichteten, bestritt Ghosh seine Premierenpartie gegen das Franchise FC Goa, das sich mit 2:0 durchsetzte.
Nachdem Ende 2016 sein Vertrag bei Mumbai FC ausgelaufen war, war er etwa ein halbes Jahr vereinslos. Im Sommer 2017 schloss er sich dann für eine Saison dem Jamshedpur FC an. Dabei wurde er in den zehnten Runde des Draft-Systems gezogen. Am Ende dieser Spielzeit traf er mit seinem Club im Supercup auf den neuen Meister der I-League, Minerva Punjab FC, und avancierte im letztlich erfolgreichen Elfmeterschießen aufgrund seiner Paraden zum Helden.
Im Sommer 2018 meldete der Chennaiyin FC, zu diesem Zeitpunkt amtierender Meister der Indian Super League, die auf zwei Jahre angesetzte Verpflichtung von Sanjiban Ghosh sowie – ausgestattet mit einem Einjahresvertrag – die Verpflichtung von Nikhil Bernard als weiterem Torhüter. Eine Ablöse für Ghosh fiel dabei nicht an.

### Nationalmannschaft
Sanjiban Ghosh erhielt seine erste Einladung zu einem Spiel der indischen Fußballnationalmannschaft im Oktober 2015 anlässlich eines Qualifikationsspiels zur Fußballweltmeisterschaft 2018 gegen das Team des Oman.
Im Sommer 2018 gehörte er zu der 30-köpfigen Vorauswahl, die sich auf den Intercontinental Cup 2018 vorbereitete, einen 2018 erstmals in Indien ausgetragenen Wettbewerb für vier Mannschaften aus drei Regionalkonföderationen des Fußball-Weltverbands FIFA.